# Csigolya

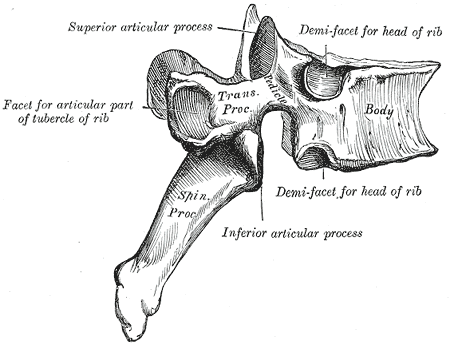
Egy hátcsigolya oldalnézete.

A csigolyák (vertebra, vertebrae) alkotják a gerinc csontos alkotórészeit.

## Feladata, felépítése
A gerinc alkotásában emellett alapvető szerepet játszanak a csigolyák közötti ízületes, szalagos és porcos összeköttetések. A csigolyák önálló csontok (ilyen a 24 valódi csigolya), míg a keresztcsonti és farkcsonti szakaszon több csigolya összecsontosodásából alakul ki a keresztcsont (os sacrum) és a farkcsont (os coccygis). A csigolyák a gerinc különböző szakaszain jellegzetes eltéréseket mutatnak, de bizonyos általános sajátosságok is leírhatók. Ehhez legalkalmasabb egy hátcsigolya (vertebra thoracica) részeinek áttekintése. A csigolya legtömegesebb része a szivacsos csontállományból álló, elülső (ventrális) elhelyezkedésű, harántmetszetben lekerekített kártyaszív alakú csigolyatest (corpus vertebrae), hátulról kapcsolódik a csigolyaív (arcus vertebrae), ezek fogják közre a csigolyalyukat (foramen vertebrale). A csigolyalyukak alkotják a gerinccsatornát (canalis vertebralis). A csigolyaívekből egy páratlan, hátra irányuló tövisnyúlvány (processus spinosus), és két oldalra irányuló harántnyúlvány (processus transversus) indul ki.

## Ízületei

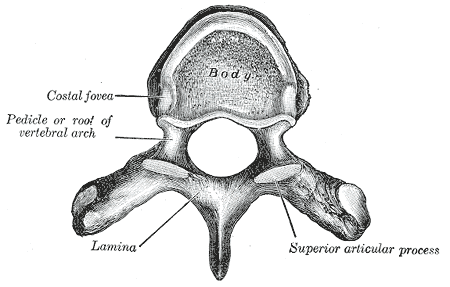
Egy hátcsigolya felülnézete

Az egymás feletti csigolyák ízesülésére szolgálnak a szintén ízületi felszíneket hordozó páros felső és alsó ízületi nyúlványok (processus articulares superiores et inferiores). (A hátcsigolyák testén és harántnyúlványain is vannak ízületi felszínek a bordákkal (a bordafejecsekkel és bordagumókkal) való ízesülésekhez.) A csigolyák teste a gerincen lefelé haladva egyre nagyobbak lesznek, mivel viselik a fölöttük lévő testrészek súlyát, míg a csigolyalyukak relatíve szűkülnek.